# 一小撮
一小撮本义是“市制容量单位，一小撮等于一市升的千分之一”；极言其少。因为它是与“大多数”、“人民”对立着的一个概念，所以总和“坏”、“反动”、“邪恶”的人或事联系在一起。常被借用来指称人数很少的、反革命的、反社会的，与百分之九十五以上的人民群众相对的人群：冠于地富反坏右、叛徒、特务、走资派一类阶级敌人或党内人民内部的阶级异己分子之前。比如：一小撮“死硬派”、“反动分子”、“财政寡头”、“顽固分子”、“土匪集团”、“坏家伙”、“反革命势力”、“修正主义分子”、“资产阶级右派”、“地富反坏右”、“反党分子”、“走资本主义道路的当权派”、“妖魔鬼怪”……
在文革的不同阶段，与当时运动的对象联系得最紧：1966、1967、1968年是“走资派”，1968年开始与“阶级敌人”搭配，一直延续到、贯穿了1970年代，成为最为频繁、固定的搭配。几乎就成了一个固定词组了。
该词蕴含着以阶级斗争的眼光，看待社会成员、二元对立的等级观念：多数、绝大多数——我（自己人、朋友）、革命、进步、高尚，是代表肯定、正面价值的一方面；少数、极少数——敌人、反动、落后、卑劣，是代表否定、负面价值的一方面。这两个敌对的阵营，互以“非我族类，其心必异”视之。是一种对否定性社会势力进行消极描写乃至妖魔化的修辞手段、意识形态魔术。可参见“极少数”。
这两个词的释义虽然基本相同，但是语体色彩略有不同。“极少数”接近书面语，倚多为胜的正义感掩盖在公文化的表面下，相对比较含蓄。“一小撮”接近口语，其轻蔑意味溢于言表，更具有直接诉诸暴力的倾向，对这些“人们内部”以外的人，无论什么处理手段都是允许的、合法的。因为它所具有的负面价值将其划入了非人的行列，不能用人的标准来对待。该词的流行并非仅见于文革时期，但文革中达到恶性化程度。
据资料表明，文革初期的政策掌握超过了中共的常规：不少单位、地区，“一小撮”的百分比在10％左右：上海国棉五厂达到18％，《光明日报》达到40％；连偏僻的贵州六盘水地区盘县矿区，由转业军人、农民组成的矿工里“一小撮”也达到了5.5％。这与官员的恐惧和自我保护有关，他们以为先下手为强，打击、批判黑五类，有利于转移以走资派打击为目标的文革斗争大方向。有的统计认为全程文革整肃的人员总数为1亿、达到全国人口的1/9。
这种在阶级斗争观念指导下的以攻为守心理又不仅限于官员，掌权的造反派也这样。它是阶级斗争哲学和政治、政策的必然产物。从时间看，也不仅限于文革；只是在文革前还多少能够有所控制，而在文革中因为行政系统瘫痪，就显得特别随意、极端、残酷。
从20世纪80年代直至今日，“一小撮”在中国共产党的话语体系中依然时有浮现，譬如在1989年的六四风波和2008年的贵州瓮安事件中官方都曾使用过此措辞。而在近年，該詞有被中共濫用之嫌疑，批評者認為中共無視主流民意及反對聲音，把反對者描述為“一小撮人”，然而實際上中共的反對者並非如中共官方所指的只有“一小撮人”。